# Le Christ et la Femme adultère (Brueghel)
Pour les articles homonymes, voir Le Christ et la Femme adultère.
Le Christ et la Femme adultère est un tableau peint par Pieter Brueghel l'Ancien en 1565. Il est conservé à l'Institut Courtauld à Londres.
Le texte qu'écrit Jésus sur le sol peut être transcrit en « DIE SONDER SONDE IS DIE », que l'on peut traduire en français en « Que celui qui est sans péché lui... », en référence à la phrase prononcée par Jésus dans l'évangile de Jean (Jean 8:7)  « Que celui d'entre vous qui est sans péché jette le premier la pierre contre elle ». Jésus est décrit en train d'écrire sur le sol pendant cette péricope, mais les mots écrits ne sont pas précisés dans l'évangile johannique.

## Liens externes

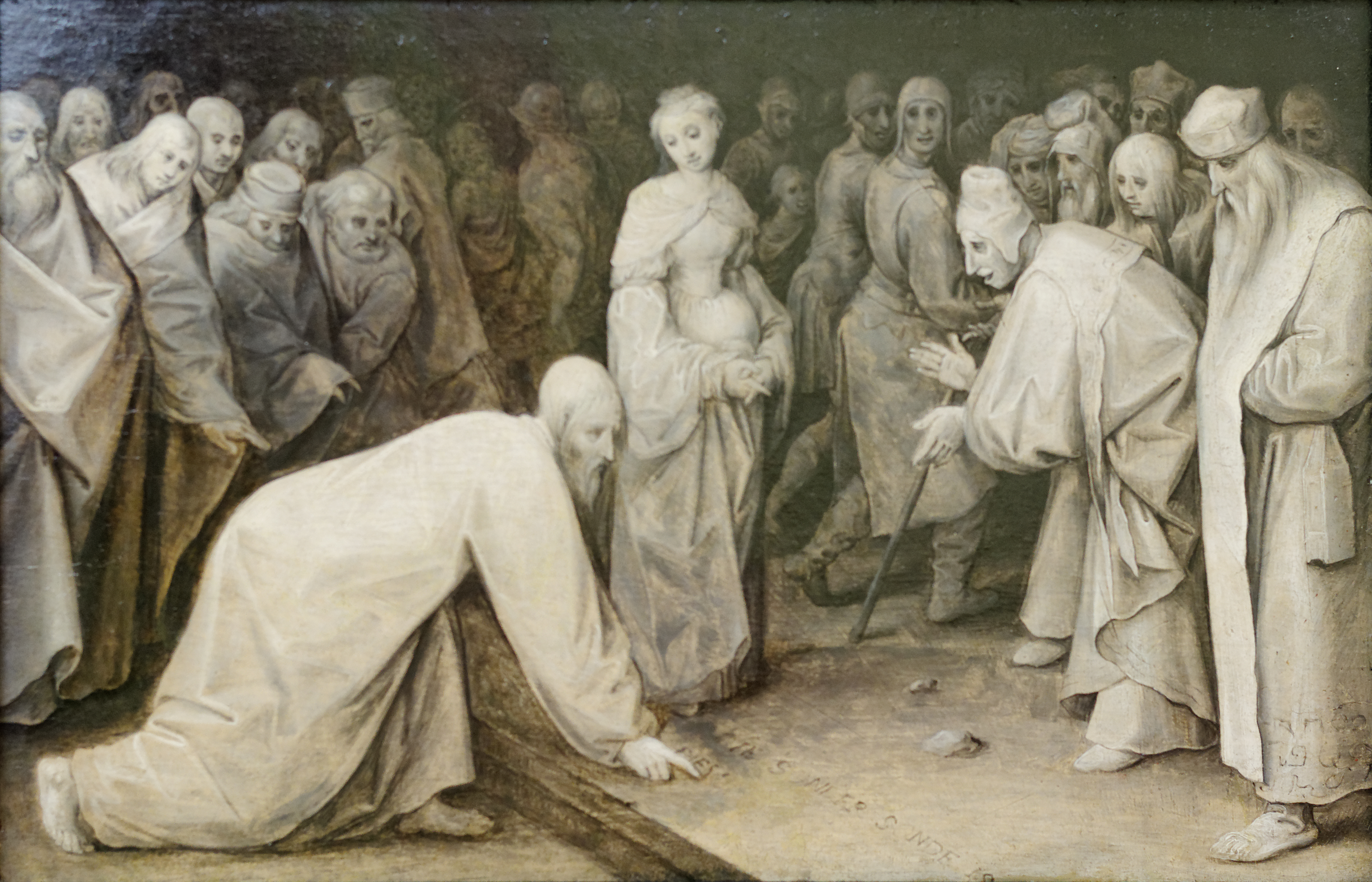
Version de la Alte Pinakothek